# The Superions
The Superions je americká hudební skupina. Skupina vznikla v roce 2006 a původně se jmenovala The Del Morons. Jde o projekt Freda Schneidera, zpěváka skupiny The B-52's. Spolu s ním ve skupině působí Dan Marshall a Noah Brodie. Svou první nahrávku, singl „Totally Nude Island“, skupina vydala v roce 2008. Roku 2010 skupina vydala eponymní EP a později toho roku následovalo první řadové album s názvem Destination… Christmas!